# سن فیور
سن فیور (به ایتالیایی: San Fior) یک منطقهٔ مسکونی در ایتالیا است که در استان ترویزو واقع شده‌است.

## خصوصیات
سن فیور ۱۷٫۸ کیلومترمربع مساحت و ۶٬۳۵۷ نفر جمعیت دارد.

## خواهرخوانده
شهر Colayrac-Saint-Cirq خواهرخواندهٔ سن فیور هست.